# 카타리나 마르팅스

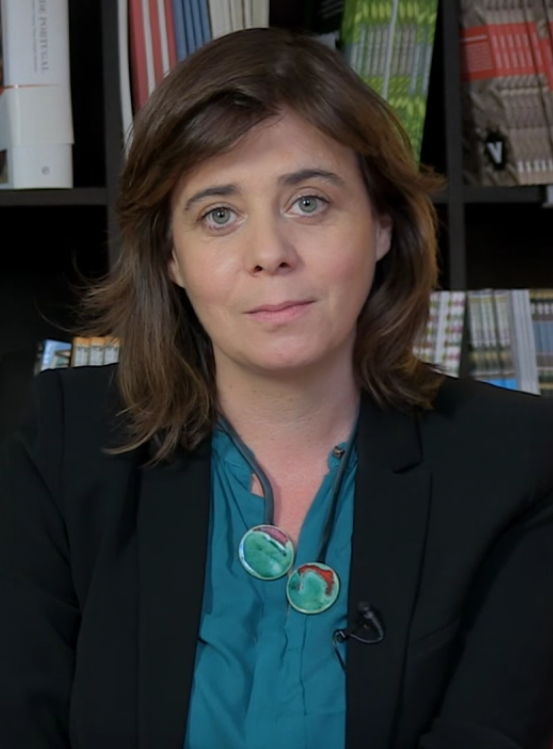
카타리나 마르팅스

카타리나 소아르스 마르팅스(포르투갈어: Catarina Soares Martins, 1973년 9월 7일 ~ )는 포르투갈의 연극 배우 출신 정치인으로, 2012년부터 좌파전선의 정치위원회 조정자로 활동하고 있다.

## 생애
리스본의 개방대학교에서 언어현대문학 학위를 취득했으며, 포르투 대학교에서 박사 학위를 취득했다. 이후에는 연극에 몰두했다. 그는 1994년 포르투에서 제작된 아방가르드 프로젝트의 하나인 콤파니아 드 테아트루 드 비종이스 우테이스(Companhia de Teatro de Visões Úteis)의 공동 창립자이다.
2009년 포르투 선거구의 좌파전선 후보로 국회에 입성했다. 2012년 11월 11일 조앙 세메두와 함께 프란시스쿠 루장의 후임 공동조정자로 선출되었다. 2013년 11월 30일 세메두가 사퇴함에 따라 마르팅스는 유일한 조정자가 되었다.